# Ali Aszkani
Ali Aszkani Aghbolagh (pers. علی اشکانی آق بلاغ; ur. 16 listopada 1978 w Teheranie) – irański zapaśnik w stylu klasycznym. Dwukrotny olimpijczyk. Piąte miejsce w Sydney 2000 w wadze 56 kg. Dwunasty w Atenach 2004 w kategorii 60 kg.
Sześciokrotny uczestnik mistrzostw świata, srebrny medal w 2005. Piąty na igrzyskach azjatyckich w 2002; siódmy w 1998 i jedenasty w  2006. Zdobył trzy złote medale mistrzostw Azji w 2000, 2001 i 2005. Trzeci w Pucharze Świata w 1997 roku. Wygrał Puchar Azji w 2003 i był drugi w Pucharze Azji i Oceanii w 1997. Złoty medal na uniwersyteckich MŚ w 2002, 2004, a trzeci w 2000. Mistrz uniwersjady w 2005 roku.